# 30Y busz (Pécs)
A pécsi 30Y jelzésű autóbusz Pécs Belvárosában közlekedik. A járat 2011. szeptember 1-jén indult. A Kertvárost köti össze a PTE Orvostudományi, Bölcsészettudományi és Természettudományi Karával, közben megáll az Árkád vásárcsarnoki oldalánál, és átszállási kapcsolatot nyújt a 31, 32, 33, 34, 35, 34Y járatokhoz is a barbakánnál. A járat célja, hogy az egyetem belvárosi épületei, valamint az új épületek össze legyenek kapcsolva egy járattal.

## Története
2011. szeptember 1-jén indult a járat Kürt utca és a Tudásközpont között. 2012. március 19-től a járat végállomása a Zsolnay-mauzóleum bejáratánál lévő, a 60-as évekig a 27-es járat fordulóállomásaként üzemelő megállóba került. A híres pécsi zenekarról, a 30Y miatt kapta az „Y” jelzőt. A nyári tanszünet ideje alatt nem közlekedik.
2016. szeptember 1-jétől egy járat az Újhegytől indul, mely a Zsolnay Mauzóleumot nem érinti.
2017. szeptember 1-jétől a Budai Állomás és a Klinikák között közlekedik, illetve az Újhegy felől érkező busz érinti a Bajor utcát is.

## Útvonala
| Budai Állomás → Klinikák | Klinikák → Budai Állomás |
| --- | --- |
| Budai Állomás – Zsolnay Vilmos utca – Lánc utca – Alsóhavi utca – Ágoston tér – Kálvária utca – Alagút – Aradi vértanúk útja – Kodály Zoltán utca – Alkotmány utca – Ifjúság útja – Klinikák | Klinikák – Ifjúság útja – Alkotmány utca – Kodály Zoltán utca – Aradi vértanúk útja – Alagút – Kálvária utca – Ágoston tér – Alsóhavi utca – Lánc utca – Zsolnay Vilmos utca – Budai Állomás |

## Megállóhelyei
| 30Y ((Bajor utca →) Budai Állomás – Klinikák) |          |                          |          | | |
| Perc (↓) | Perc (↓) | Megállóhely              | Perc (↑) | Megállóhelyet érintő járatok | Létesítmények |
| Bajor utcától 6.56-kor is indul egy járat, mely a sárga hátterű megállókat érintve éri el a Budai Állomás megállót, ahonnan eredeti útvonalán halad tovább a Klinikák felé. |          |                          |          | | |
| 0 | ∫        | Bajor utca végállomás    | ∫        | 30Y | |
| 5 | ∫        | Újhegy                   | ∫        | 4Y, 30Y, 60, 60Y | |
| 6 | ∫        | Kakukk utca              | ∫        | 4Y, 30Y, 60, 60Y | |
| 7 | ∫        | Kozári utca              | ∫        | 4Y, 30Y, 60, 60Y | |
| 8 | ∫        | ABC áruház               | ∫        | 4Y, 30Y, 60, 60Y | |
| 9 | ∫        | Arasz utca               | ∫        | 4Y, 30Y, 60, 60Y | |
| 10 | ∫        | Koksz utca               | ∫        | 4Y, 30Y, 60, 60Y | |
| 12 | ∫        | Palahegyi út             | ∫        | 4Y, 30Y, 60, 60Y | |
| ∫ | 0        | Budai Állomás végállomás | 18       | 2, 2A, 2E, 4, 4Y, 12, 13, 13E, 13Y, 14, 14Y, 15, 15A, 16, 25, 26, 26A, 30Y, 60, 60A, 60Y, 102, 102Y, 104, 104A, 104E, 104Y · Helyközi autóbuszok              | Autóbusz-állomás |
| 14 | 1        | Budai Állomás            | ∫        | 2, 2A, 2E, 4, 4Y, 12, 13, 13E, 13Y, 14, 14Y, 15, 15A, 16, 25, 26, 26A, 30Y, 60, 60A, 60Y, 102, 102Y, 104, 104A, 104E, 104Y · Helyközi autóbuszok              | Autóbusz-állomás |
| 16 | 2        | Gyárvárosi templom       | 16       | 2, 2A, 4, 4Y, 13, 13E, 13Y, 14, 14Y, 15, 15A, 25, 26, 26A, 30Y, 60, 60A, 60Y, 102, 102Y, 104, 104A, 104E, 104Y                                                | Gyárvárosi templom, Szieberth Róbert Általános Iskola és Alapfokú Művészetoktatási Intézmény                                            |
| 18 | 4        | Mohácsi út               | 14       | 2, 2A, 4, 4Y, 13, 13E, 13Y, 14, 14Y, 15, 15A, 20, 21, 21A, 25, 26, 30Y, 60, 60A, 60Y, 102, 102Y, 104, 104A, 104E, 104Y, 121 · Helyközi autóbuszok             | ATI, Autóklub |
| 20 | 6        | Zsolnay Negyed           | 12       | 2, 2A, 4, 4Y, 13, 13E, 13Y, 14, 14Y, 15, 15A, 20, 21, 21A, 30Y, 60, 60A, 60Y, 102, 102Y, 104, 104A, 104E, 104Y, 121                                           | Zsolnay Kulturális Negyed, Balokány, PTE Bölcsészettudományi Kar                                                                        |
| 22 | 7        | 48-as tér                | ∫        | 2, 2A, 2E, 4, 4Y, 13, 13E, 13Y, 14, 14Y, 15, 15A, 20, 21, 21A, 30Y, 60, 60A, 60Y, 102, 102Y, 104, 104A, 104E, 104Y, 121 · Helyközi autóbuszok · Pécs-Külváros | Dél-dunántúli Regionális Könyvtár és Tudásközpont, Kodály Központ, BMRFK, Pécsi Rendőrkapitányság, 48-as tér, Lánc utcai Rendelőintézet |
| 23 | 8        | Búza tér                 | 9        | 25, 26, 27, 27Y, 28, 28A, 28Y, 29, 30Y, 33, 38, 38Y, 39, 40, 44, 121, 140                                                                                     | Zipernovsky Károly Műszaki Szakközépiskola, Pécs Holding Zrt., Lánc utcai Rendelőintézet                                                |
| 25 | 9        | Ágoston tér              | 7        | 28, 28A, 28Y, 29, 30Y, 33, 38, 38Y, 39, 44, 140 | |
| 28 | 11       | Tettye utca              | 6        | 30Y, 33 | |
| 29 | 12       | István utca              | 5        | 30Y, 33 | |
| 31 | 14       | Alagút                   | 4        | 30Y, 32, 32Y, 33, 34, 35 | Kálvária |
| ∫ | ∫        | Aradi vértanúk útja      | 3        | 30, 30Y, 31, 32, 32Y, 34, 34Y, 35, 35Y, 36, 103, 130 | Pécsi székesegyház, Pécsi Barbakán, Pécsi ókeresztény sírkamrák, Püspöki palota (Pécs)                                                  |
| 33 | 15       | Kodály Zoltán utca       | ∫        | 30, 30Y, 31, 32, 32Y, 34, 34Y, 35, 35Y, 36, 103, 130 | Pécsi székesegyház, Pécsi Barbakán, Pécsi ókeresztény sírkamrák, Püspöki palota (Pécs)                                                  |
| 35 | 17       | Alkotmány utca           | 2        | 30, 30Y, 37, 46, 47, 55, 103, 109E, 130 | Xavér templom |
| 37 | 19       | Ifjúság útja             | 1        | 30, 30Y, 37, 46, 47, 55, 103, 109E, 130 | PTE Bölcsészettudományi Kar, PTE Természettudományi Kar                                                                                 |
| 39 | 20       | Klinikák végállomás      | 0        | 30, 30Y, 55, 103, 109E, 130 | PTE Általános Orvostudományi Kar, 400 ágyas klinika, Szentágothai János Kutatóközpont                                                   |